# Adolescentul atomic
Adolescentul atomic (titlu original: Blast from the Past) este un film american din 1999 co-produs, co-scris și regizat de Hugh Wilson. Rolurile principale au fost interpretate de actorii  Brendan Fraser, Alicia Silverstone, Christopher Walken, Sissy Spacek și Dave Foley.

## Prezentare
În 1962, Dr. Calvin Webber (Christopher Walken), un om de știință excentric care, la fel ca majoritatea oamenilor din acea vreme, crede că un război nuclear între SUA și Uniunea Sovietică este iminent. Acesta își construiește un adăpost antiatomic, complet funcțional sub curtea sa. În timpul crizei rachetelor cubaneze, crezând că va escalada conflictul, Calvin și soția sa gravidă, Helen (Sissy Spacek), intră  în adăpostul antiatomic ca o măsură de precauție. Un avion de vânătoare se defectează în zbor, pilotul se catapultează iar aeronava cade peste casa lor, provocând o căldură intensă; Calvin crede că s-a întâmplat ce e mai rău, de aceea activează încuietorile adăpostului (concepute pentru a se deschide abia după 35 de ani după scăderea radiațiilor). Toată lumea crede că întreaga familie a fost ucisă în accidentul aviatic deoarece nimeni nu știa de existența adăpostului antiatomic secret al lui Calvin.
Soția lui Calvin Helen dă naștere unui băiat, pe care cei doi îl numesc Adam (Brendan Fraser). Adam crește studiind știința și trăind cu cultura de până în anul 1962, cum ar fi revizionarea serialului The Honeymooners și ascultarea unor discuri de vinil cu Perry Como sau Dean Martin. Atunci când ușile se deblochează în 1999, Calvin este șocat de modul în care s-a schimbat lumea. Acesta crede că lumea este un pustiu post-apocaliptic populat de mutanți iradiați și de aceea decide că familia sa trebuie să rămână în subteran pentru propria siguranță. Cu toate acestea, au nevoie de provizii de afară, de aceea este trimis Adam să se aventureze la suprafață dar să și găsească și să aducă în adăpost „o fată sănătoasă din Pasadena” pe care s-o ia de soție.

## Distribuție
- Brendan Fraser - Adam Webber
- Alicia Silverstone - Eve Rustikoff
- Christopher Walken - Calvin Webber
- Sissy Spacek - Helen Webber
- Dave Foley - Troy
- Joey Slotnick - Soda Jerk / "Archbishop" Melcher
- Dale Raoul - Mom
- Rex Linn - Dave
- Nathan Fillion - Cliff
- Jenifer Lewis - Dr. Nina Aron
- Hugh Wilson - Levy
- John F. Kennedy (nemenționat, imagini de arhivă) - rolul său (dezvăluind existența rachetelor sovietice din Cuba)
- Fidel Castro (nemenționat, imagini de arhivă) - rolul său
- Nikita Khrushchev (nemenționat, imagini de arhivă) - rolul său (amenințând cu pumnul la ONU)
- Cynthia Mace - Betty
- Harry S. Murphy - Bob
- Carmen Moré - Sophie